# 暖流 (石川さゆりの曲)
「暖流」（だんりゅう）は、1977年9月1日に発売された石川さゆりのシングルである。

## 解説
- 同年大ヒットの「津軽海峡・冬景色」「能登半島」に続いてのシングルとなる。此の阿久悠（作詞）・三木たかし（作曲）のコンビ作品により3曲連続してブレイクを果たし、石川のファン達からは「旅情三部作」とも称されている[1]。
- 歌詞中にもある「南国土佐」を舞台にした高知県のご当地ソングである。
- この曲のシングル盤レコードは日本コロムビアから発売されたが、石川さゆりがポニーキャニオン、テイチクエンタテインメントへそれぞれレコード会社を移籍したことに併せて、各レコード会社から発売された石川のベスト・アルバムに収録されている。

## 収録曲
- 両楽曲共に、作詞：阿久悠／作曲：三木たかし／編曲：高田弘

1. 暖流（3分32秒）
2. 秋しんしん（3分45秒）